# Andrena punctatissima
Andrena punctatissima är en biart som beskrevs av Morawitz 1866. Andrena punctatissima ingår i släktet sandbin, och familjen grävbin. Inga underarter finns listade i Catalogue of Life.